# Faizabade
 Coordenadas : minutos ou segundos > 60
Faizabade (nome colonial britânico: Fizabad, ou ainda फ़ैज़ाबाद na língua local), a antiga capital de Oude, é a sede do distrito Faizabade e da divisão Faizabade também. É uma corporação municipal com Aiódia, no estado de Utar Pradexe, na Índia, situado nas margens do rio Gagara (localmente conhecidos como Saryu). Foi a primeira capital de Oude.

## Demografia
De acordo com relatórios provisórios dos Censos da Índia, a população de Faizabade em 2011 era de 167.544; dos quais 87.279 homens e 80.265 mulheres. Na seção de educação, o total de alfabetizados na cidade de Faizabade são 130.700, dos quais 70.243 são do sexo masculino, enquanto 60.457 são do sexo feminino.
Embora a cidade Faizabade tenha uma população de 167.544; sua população urbana / metropolitana é 259.160, dos quais 139.074 são homens e 120.086 são do sexo feminino.

## Geografia

### Clima
O Verão compreende os meses de março a julho, onde as temperaturas podem variar de 35-45 graus Celsius. Já o inverno (Novembro a Fevereiro), as temperaturas podem variar entre 6 e 25 graus Celsius.

## Pessoas famosas originadas em Faizabade
- Barry Hay: um famoso cantor de pop, vocalista da banda neerlandesa Golden Earring.[3]
- Brij Narayan Chakbast: famoso poeta do século XIX
- Mir Babar Ali Anis: famoso poeta
- Pooja Batra: atriz
- Nivedita Tiwari: atriz